# Guo Tianqian
Guo Tianqian (chinesisch 郭 甜茜, Pinyin Guō Tiánqiàn; * 1. Juni 1995 in Shijiazhuang) ist eine ehemalige chinesische Leichtathletin, die sich auf das Kugelstoßen spezialisiert hat. In dieser Disziplin wurde sie 2015 und 2017 Asienmeisterin.

## Sportliche Laufbahn
Erste internationale Erfolge sammelte Guo Tianqian bei den Jugendweltmeisterschaften 2011 in Lille, bei denen sie mit 15,24 m die Goldmedaille gewann. 2014 folgte einem Sieg bei den Juniorenweltmeisterschaften in Eugene eine Bronzemedaille bei den Asienspielen im südkoreanischen Incheon. 2015 siegte sie bei den Asienmeisterschaften in Wuhan und schied bei den Weltmeisterschaften in Peking in der Qualifikation aus. 2016 gewann sie bei den Hallenasienmeisterschaften in Doha die Silbermedaille hinter ihrer Landsfrau Geng Shuang. 2017 gewann sie bei den Asienmeisterschaften in Bhubaneswar ursprünglich mit 17,91 m die Silbermedaille hinter der Inderin Manpreet Kaur. Kaur wurde nachträglich des Dopings überführt und daraufhin disqualifiziert, womit Guo die Goldmedaille zugesprochen wurde. 2021 beendete sie dann ihre aktive sportliche Karriere im Alter von 26 Jahren.